# Intergalactic
«Intergalactic» — песня группы Beastie Boys с их пятого студийного альбома Hello Nasty.
Была издана как лид-сингл с этого альбома. Сингл с песней «Intergalactic» вышел в мае 1998 года, а альбом Hello Nasty появился на прилавках в июне.
В 2014 году британский музыкальный журнал New Musical Express поместил песню «Intergalactic» в исполнении группы Beastie Boys на 247-е место своего списка «500 величайших песен всех времён».
Видеоклип на песню был снят на хромакей, где участники группы якобы присутствуют на локациях в Японии. Прохожие будто не замечают кривляющихся людей в костюмах что скачут, махают руками, стоят в позах. Пропорции тел реперов не вписываются в окружающую действительность, как и цветокоррекция. В середине же клипа обман раскрывают и демонстрируют настоящее место съемок на зеленом фоне, убирая на секунду вставку с Японии.